# Sceloporus carinatus
Sceloporus carinatus är en ödleart som beskrevs av  Smith 1936. Sceloporus carinatus ingår i släktet Sceloporus och familjen Phrynosomatidae. IUCN kategoriserar arten globalt som livskraftig. Inga underarter finns listade i Catalogue of Life.